# Koralpe
Koralpe (o Alpi di Kor - sloveno Golica) è un gruppo montuoso delle Prealpi sud-occidentali di Stiria. Si trova in Austria (Stiria e Carinzia).

## Caratteristiche
Il gruppo montuoso è situato a sud-ovest di Graz. Ad occidente è delimitato dal fiume Lavant mentre ad oriente si stempera nelle colline verso la Mura.

## Classificazione
Secondo la SOIUSA Koralpe è un supergruppo alpino con la seguente classificazione:
- Grande parte = Alpi Orientali
- Grande settore = Alpi Centro-orientali
- Sezione = Prealpi di Stiria
- Sottosezione = Prealpi sud-occidentali di Stiria
- Supergruppo = Koralpe
- Codice = II/A-20.II-A

## Suddivisione
Secondo la SOIUSA si suddivide in tre gruppi:
- Gruppo del Moschkogel (1)
- Gruppo del Großer Speikkogel (2)
- Gruppo del Kleinalpl (3)

## Montagne

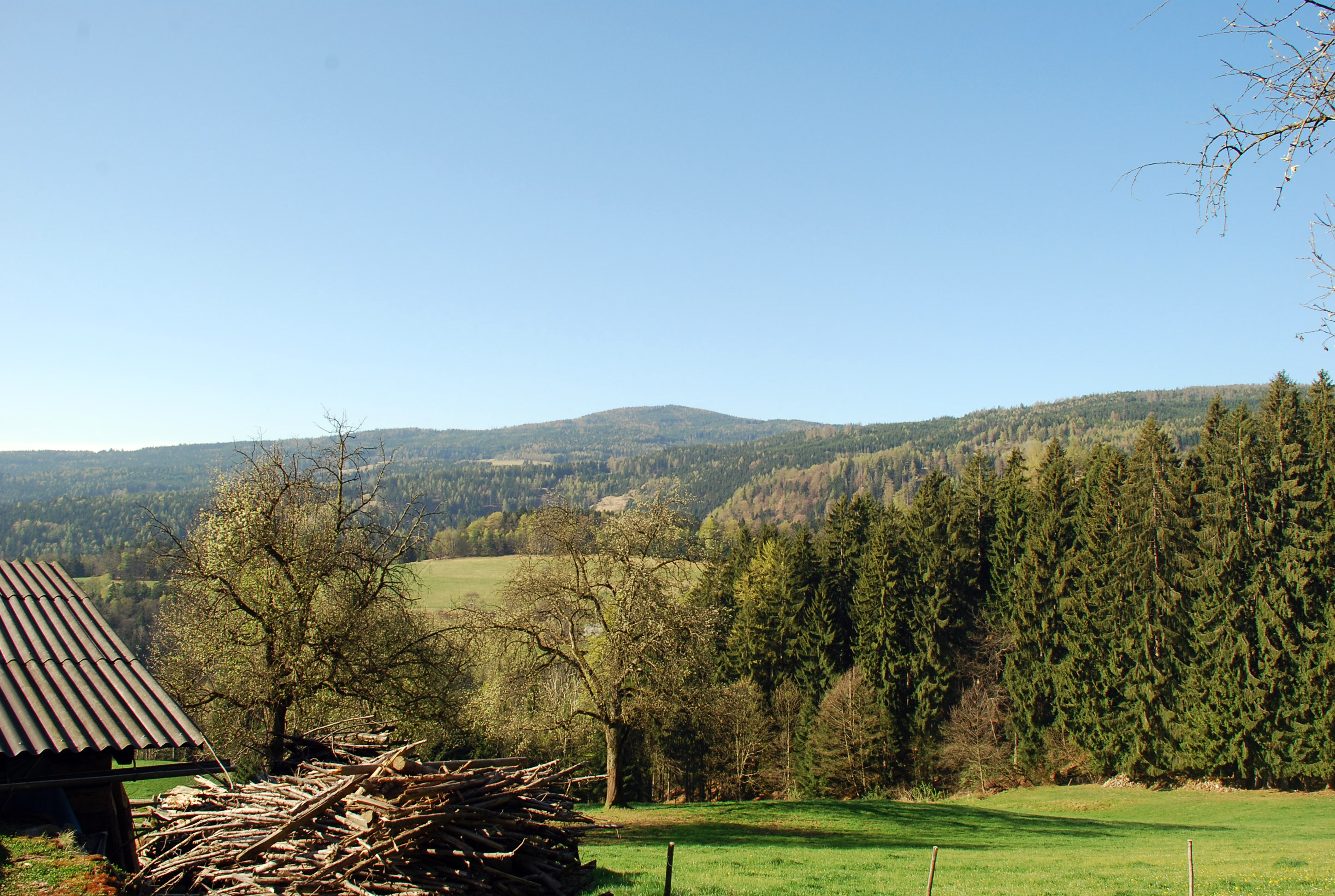
Il Reinischkogel.

Alcune delle montagne principali sono:
- Großer Speikkogel - 2.140 m
- Steinschober - 2.070 m
- Reinischkogel - 1.463 m